# Photon (1993)
Photon – żaglowo-motorowy statek badawczy na bazie jachtu Venturo, pływające laboratorium Politechniki Gdańskiej, pływający cały rok po wodach Bałtyku. Na swoim pokładzie posiada wyposażenie umożliwiające prowadzenie badań, zajęć dydaktycznych oraz szkoleń na morzu, morskich wodach osłoniętych i wewnętrznych.
Z inicjatywy prorektora Politechniki Gdańskiej, prof. Jana Hupki, wskutek kompleksowej modernizacji i wyposażenia w latach 2010-2011 zbudowano pod nadzorem Polskiego Rejestru Statków nowoczesny statek badawczy, umożliwiający bezpieczną, energooszczędną i ekologiczną eksploatację z wykorzystaniem słońca i wiatru do produkcji energii elektrycznej. Jednostka wyposażona jest w nowatorski system fotokatalitycznego oczyszczania wytwarzanych ścieków. Modernizacja i doposażenia były możliwe dzięki grantom Ministerstwa Nauki i Szkolnictwa Wyższego i Wojewódzkiego Funduszu Ochrony Środowiska i Gospodarki Wodnej w Gdańsku oraz w ramach sponsoringu przedsiębiorstwa Safe Engineering Services z Gdyni. Główne koszty przebudowy jednostki poniósł armator: Politechnika Gdańska.
Jednostka jest zdolna zarówno do żeglugi i badań pełnomorskich, jak i dzięki małemu zanurzeniu i składanemu masztowi - do penetrowania trudno dostępnych akwenów o niewielkiej głębokości. Wyposażona jest w innowacyjny system oczyszczania ścieków bytowych, możliwy do zastosowania na małych i średnich jednostkach pływających, które jak dotychczas nie są wyposażane w takie rozwiązania. Wyposażenie Photona demonstruje możliwości wykorzystania odnawialnych źródeł energii przy zasilaniu małych jednostek pływających.
Wyposażenie jednostki:
- autopilot
- GPS Magellan z anteną zewnętrzną
- radiostacja
- silnik wysokoprężny Vetus 33 KM
- oświetlenie LED
- ster strumieniowy
- hydrauliczny system sterowania
- winda kotwiczna
- brama rufowa do montowania urządzeń
- kładziony maszt
- wiatromierz
- echosonda
- elektrownia wiatrowa o mocy znamionowej 100 W
- dwa panele fotowoltaiczne o mocy 100 W
- cztery akumulatory żelowe o pojemności 410 Ah
- system gromadzenia ścieków czarnych i fotokatalitycznego oczyszczania ścieków szarych
- zbiornik paliwa 270 dm³
- zbiorniki wody 220 dm³
- układ podgrzewania wody; układ ogrzewania jachtu ciepłym powietrzem
- układ odsalania wody - planowany
- wyposażenie laboratoryjne do pobierania prób wody z głębokości 60 m i osadów dennych z głębokości 30 m
- przenośne urządzenia analizy instrumentalnej
- mikroskopy optyczne

Aparatura badawcza BS Photon:
- walizkowy przyrząd wielofunkcyjny + zespół elektrod (pomiar pH, przewodnictwo, potencjał redox, zawartość tlenu, oznaczenia jonów)
- aparat fotograficzny Canon Powershot A650IS
- licznik Geigera-Müllera
- turbidymetr typ TN100 Eutech Instruments
- fotometr MPM 3000 WTW
- termoreaktor CR 3000 WTW
- aparat Ruttnera
- chwytacz osadów dennych Van Veena
- chromatograf gazowy SRI 31OC

Statek badawczy Photon jest pływającym laboratorium morskim, którego wyposażenie umożliwia prowadzenie szkolenia studentów na otwartym morzu i wodach przybrzeżnych i śródlądowych oraz specjalistycznych analiz w zakresie:
- Analizy wody (np. obecności glonów, stężenia fosforanów, radioaktywności, zawartości tlenu, przeźroczystości, pomiaru pH, przewodnictwa, zawartości substancji rozpuszczonych, w tym metali ciężkich czy pestycydów i innych zanieczyszczeń)
- Analizy osadów dennych (np. udziału substancji organicznych, zoobentosu, radioaktywności)
- Powietrza (np. ilości bakterii w powietrzu nad morzem – korelacja z zawartością bakterii w wodzie)

Badania przeprowadzane na jednostce "Photon" pozwalają na:
- przewidywanie oddziaływania środowiska morskiego na budowle morskie, w tym rurociągi i konstrukcje wodne
- wpływu gospodarki na środowisko i biocenozę morską (analiza prób wody, osadów dennych, zanieczyszczeń powierzchniowych i prób powietrza)
- opracowanie ekspertyz przedinwestycyjnych i okołoinwestycyjnych dna morskiego dla potrzeb budowy farm elektrowni wiatrowych, układania podmorskich kabli i rurociągów, kolektorów sanitarnych oraz sztucznych raf
- przewidywanie zagrożeń bezpieczeństwa żeglugi oraz ich zwalczania (prognozy rozprzestrzeniania się rozlewów olejowych i chemicznych, badania symulantów rozlewów ropy naftowej na wodach morskich, morskich wodach osłoniętych, wodach śródlądowych oraz w basenach portowych i stoczniowych)

Ponadto wyposażenie techniczne laboratorium pływającego PHOTON pozwala na badania wykorzystania paliw odnawialnych do napędu jednostek pływających (silnik przystosowany do zasilania DME oraz biodieslem). "Photon" posiada innowacyjny system fotokatalitycznej degradacji zanieczyszczeń pod wpływem światła słonecznego. Ścieki szare, wytwarzane w kambuzie, umywalce w łazience i prysznicu są recyrkulowane przez reaktor fotokatalityczny za pomocą pompy zasilanej energią wiatru lub słońca aż do osiągnięcia zadowalającego stopnia oczyszczenia wody.